# 強烈熱帶風暴思蒂
強烈熱帶風暴思蒂（英語：Severe Tropical Storm Zita, PAGASA：Luming）為1997年太平洋颱風季的熱帶氣旋之一。

## 影響

### 香港
颱風思蒂是1997年第二個令香港天文台發出警告信號的熱帶氣旋。
- 當地懸掛之最高熱帶氣旋警告信號： 三號強風信號
- 最接近當地時間：1997年8月21日下午5時左右
- 最接近當地位置：以南約240公里

一個位於香港800公里內的低壓區於8月20日深夜增強為一個熱帶低氣壓，命名為「思蒂」，其向西北偏西移動。由於「思蒂」可能影響本港，香港天文台在當日下午11時正懸掛一號戒備信號。當時思蒂位於香港東南約470公里。8月21日，「思蒂」增強為熱帶風暴。受其環流影響，本港東北風，近海地區風勢逐步增強。
在「思蒂」移近下，狂風驟雨變得更頻密，風向遂漸變為東風及風勢增強，天文台在8月21日上午11時45分懸掛三號強風信號。由於「思蒂」在下午迅速增強為一個強烈熱帶風暴，天文台曾表示不排除改掛八號烈風或暴風信號。「思蒂」於下午5時左右最接近香港，於香港以南240公里掠過。
本港期後普遍吹偏東強風，離岸海域及高地吹烈風。橫瀾島、長洲及大尾篤錄得的一小時平均風速分別為每小時83、70及63公里。香港天文台亦於下午5時左右錄得最低每小時海平面氣壓999.0百帕斯卡。思蒂在8月22日橫過南海北部時並達到颱風強度，其後思蒂向廣東西部沿岸推進，所有熱帶氣旋警告信號於8月22日上午9時45除下。
思蒂移離後，其外圍雨帶繼續帶來強烈狂風驟雨及雷暴，天文台在8月22日下午12時20分發出紅色暴雨警告，再於下午1時10分被黑色暴雨警告替代。暴雨期間，香港天文台在中午12時至下午1點錄得最高每小時雨量為68.0毫米，黑色暴雨警告到下午4時取消。
大雨引致了超過80宗水浸及19宗山泥傾瀉。大約一半的水浸發生在香港島。九龍市區及新界北部，包括元朗，錦田，八鄉，也有嚴重水浸。在市區，旺角出現嚴重水浸，水深及膝。大雨亦造成交通混亂，許多商店和餐廳被迫關閉。
思蒂影響香港期間，新蒲崗有2人因高空墮物而受傷。在深水埗一貨櫃場，一輛貨櫃車在強風中被貨櫃擊。幸而司機只受了輕傷。半山，淺水灣及柴灣也有棚架倒塌的報告，事件中沒有人受傷。

### 葡屬澳門
- 當地懸掛之最高熱帶氣旋信號：  三號風球

### 中國內地
思蒂引致46人死亡和541人受傷。造成的經濟損失估計為7.5億美元。思蒂接著穿越北部灣，並在越南北部登陸，於8月23日消散。

## 外部連結
- . 國立情報學研究所. （英文）